# Kromme Nolkering

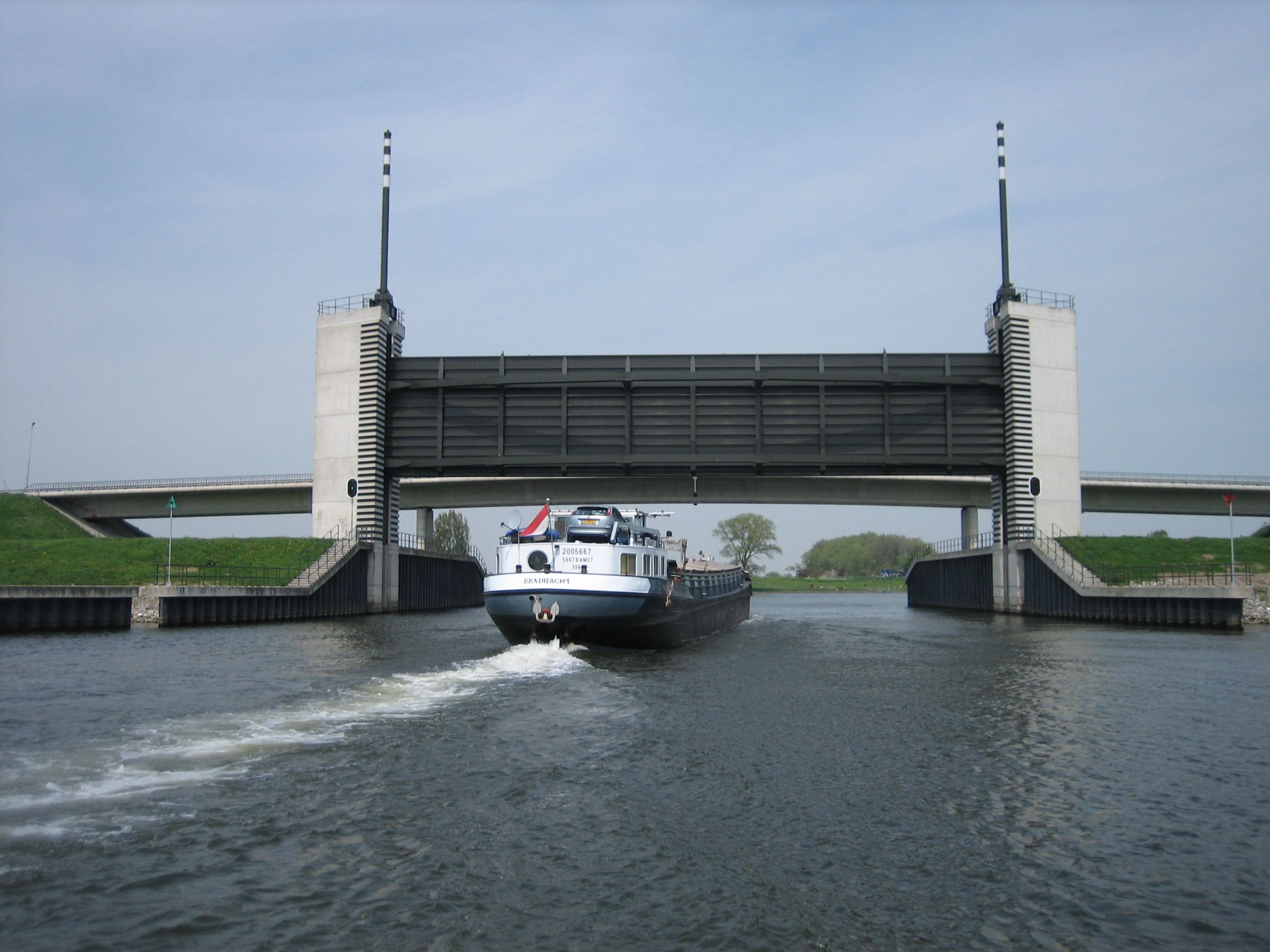
Kromme Nolkering

De Kromme Nolkering is een keersluis die gelegen is in het Heusdensch Kanaal tussen Heusden en Wijk en Aalburg. De sluis is in 2002 opgeleverd, nadat zich in 1995 zeer hoge waterstanden voordeden en bleek dat de dijken langs het Heusdensch Kanaal en de Afgedamde Maas onvoldoende bescherming boden.
De kering wordt gesloten bij een waterpeil van 3,42m +NAP, zodat het waterpeil in de Afgedamde Maas niet hoger komt dan 3,50m +NAP. Het Waterschap Rivierenland is eigenaar en beheerder van deze kering.
De weg over de brug maakt deel uit van de N831.